# Djam Leelii
Az 1989-s Djam Leelii Baaba Maal és Mansour Seck gitáros első ismert nagylemeze. Néhány dal Maal későbbi albumain is megjelent. Az album szerepel az 1001 lemez, amit hallanod kell, mielőtt meghalsz című könyvben.

## Az album dalai
|     | Cím                                             | Szerző(k)  | Hossz |
| --- | ----------------------------------------------- | ---------- | ----- |
| 1.  | Lam Tooro                                       | Baaba Maal | 6:40  |
| 2.  | Loodo                                           | Maal       | 6:11  |
| 3.  | Muudo Hormo                                     | Maal       | 6:13  |
| 4.  | Salminanam                                      | Maal       | 4:29  |
| 5.  | Maacina Tooro                                   | Maal       | 5:49  |
| 6.  | Djam Leelii                                     | Maal       | 6:02  |
| 7.  | Bibbe Leydy                                     | Maal       | 6:27  |
| 8.  | Sehilam                                         | Maal       | 6:24  |
| 9.  | Kettodee                                        | Maal       | 4:54  |
| 10. | Ko Wone Mayo (nem szerepel az eredeti kiadáson) | Maal       | 9:29  |
| 11. | Daande Lenol (nem szerepel az eredeti kiadáson) | Maal       | 4:34  |
| 12. | Taara (nem szerepel az eredeti kiadáson)        | Maal       | 5:23  |

## Közreműködők
- Baaba Maal, Mansour Seck – ének, akusztikus gitár
- Aziz Dieng – elektromos gitár
- Mamad Kouyate – kora
- Jombo Kouyate – balafon
- Papa Dieye – ütőhangszerek

## Fordítás
Ez a szócikk részben vagy egészben a Djam Leelii című angol Wikipédia-szócikk ezen változatának fordításán alapul.  Az eredeti cikk szerkesztőit annak laptörténete sorolja fel. Ez a jelzés csupán a megfogalmazás eredetét és a szerzői jogokat jelzi, nem szolgál a cikkben szereplő információk forrásmegjelöléseként.